# 栀子花开2017
《栀子花开2017》（英語：Forever Young）是一部16集青春校园题材的网剧，由栀子花开（天津）文化传媒有限公司、美亚长城（北京）传媒有限公司、北京映可大方传媒有限公司、星成视界（上海）影业有限公司、珠海天任天财基金管理中心联合出品，北京海和朋友们文化传播有限公司承制，导演沈婳执导，王硕同时担任出品人、总制片人和监制一职，并且由范晓东、杨肸子、苏妙玲、唐晓天、江若琳、王乔、黄俊捷等主演，李晟、彭宇、邢城等演员加盟演出。 该剧已于2016年9月4日在山东青岛开机，10月9日杀青，拍摄周期为35天。该剧将于2017年6月21日搜狐视频播出。

## 首播
| 頻道     | 所在地 | 播映日期      | 播出時間        |
| -------- | ------ | ------------- | --------------- |
| 搜狐视频 | 中国   | 2017年6月21日 | 每周三晚8点更新 |

## 演員表

### 主要演员
| 演員   | 角色   | 简介                               |
| 范晓东 | 于子恒 | 白悠悠前男友，郑妮娜同事。         |
| 杨肸子 | 白悠悠 | 于子恒前女友。                     |
| 苏妙玲 | 谢若琳 | 胡侃侃异姓妹妹。                   |
| 唐晓天 | 胡侃侃 | 谢若琳异姓哥哥，与宋唯有情感纠葛。 |
| 江若琳 | 宋唯   | 花老板好闺蜜，与胡侃侃有情感纠葛。 |
| 王乔   | 马云腾 | 他喜欢郑妮娜。                     |
| 黄俊捷 | 高尚   | 白悠悠闺蜜，暗恋她。               |
| 许雅婷 | 郑妮娜 | 于子恒同事，喜欢高尚。             |
| 蒋沁芸 | 余天晴 | 白悠悠的好朋友，喜欢高兴。         |
| 钟正   | 高兴   | 高尚弟弟。                         |

### 特别出演
| 演員 | 角色 | 简介                                              |
| 李晟 | 花姐 | 栀子花开咖啡馆老板 宋唯好闺蜜，为人乐观、讲义气。 |
| 彭宇 | 马哥 |                                                   |
| 邢城 |      |                                                   |